# To Vlemma tu Odissea
To Vlemma tu Odissea (en grec: Το βλέμμα του Οδυσσέα; literalment en català "La mirada d'Ulisses") és una pel·lícula dirigida pel cineasta Theo Angelópulos el 1995. La cinta va guanyar el Gran Premi de la 48a edició del Festival de Canes.

## Argument
Després d'una prolongada absència, un cineasta grec exiliat als EUA es presenta de nou al seu país natal amb l'excusa de presentar la seva darrera pel·lícula. No obstant això, el motiu real que l'empeny a retornar a la seva pàtria és, de fet, la recerca d'unes bobines perdudes dels germans Manakis -pioners de la fotografia que van introduir el cinema als Balcans i que presumptament van rodar la primera pel·lícula grega el 1905.
L'ànsia del cineasta per recuperar l'obra perduda el porta a emprendre un viatge a través d'una alterada i convulsa Europa de l'est que, recent alliberada del comunisme, ha esdevingut irrecognoscible per ell. Així, el que havia començat com la recerca de les bobines es converteix en una inesperada recerca identitària i de la història comuna dels països dels Balcans. Similarment a Ulisses, el cineasta s'endinsa en una odissea que el fa passar per Albània, la recent creada Macedònia, Romania i Bulgària. El seu periple té com a destí final l'assetjada Sarajevo, immersa en la plena guerra de Bòsnia, preàmbul de la desintegració final de Iugoslàvia.
Sota una pluja de bales durant el setge de Sarajevo, l'obstinada recerca del protagonista obté per fi la seva recompensa en trobar les preuades bobines, ben custodiades per un ancià operador de cabina interessat a preservar el patrimoni cinematogràfic del seu país en plena autodestrucció.

## Repartiment
- Harvey Keitel
- Maia Morgenstern
- Erland Josephson
- Thanassis Veggos
- Yorgos Michalakopoulos

## Al voltant de la pel·lícula
L'actor Gian Maria Volonté va morir durant el rodatge de la pel·lícula i va ser reemplaçat per Erland Josephson.
Recompensada amb el Gran Premi del Festival de Canes, la pel·lícula és considerada com el punt àlgid de la carrera cinematogràfica d'Angelopoulus i tots els trets identitaris del seu cinema hi són ben presents, com per exemple els seus llargs plans seqüència i la força creativa, poètica i simbòlica pròpia del seu cinema, que té com a moment àlgid la seqüència de l'estàtua gegant i abatuda de Lenin, descendint el Danubi sobre una embarcació.
La interpretació de Harvey Keitel és remarcable malgrat que pronuncia només unes poques i curtes frases al llarg de tota la pel·lícula. No obstant, la seva mirada i la seva estatura dominen el conjunt de la història i encarnen magistralment a un Ulisses simbòlic a la recerca de la veritat històrica d'uns Balcans en plena descomposició i testimoni alhora dels substancials canvis de l'Europa de la fi del s. XX.

## Premis
La pel·lícula va ser recompensada amb el Gran Premi i el premi FIPRESCI del Festival de Canes de 1995, malgrat que el cineasta es va mostrar públicament decebut per la decisió del jurat de no haver-li atorgat la Palma d'Or, la qual va anar a parar a mans d'Emir Kusturica per la seva pel·lícula Underground, precisament també sobre la història dels Balcans i la descomposició de Iugoslàvia. Quan Angelopoulus va rebre el premi de la mà de l'actor Andy Garcia, el cineasta grec va declarar "If this is what you have to give me, I have nothing to say." ("Si això és el que m’heu de donar, no tinc res més a dir.") i va abandonar seguidament l'escenari.
To Vlemma tu Odissea va rebre també el premi FIPRESCI de l'entrega dels Premis de Cinema Europeu.